# Dirk Topolewski
Dirk Topolewski (* 5. März 1962 in Bochum) ist ein deutscher Internationaler Meister im Fernschach.

## Fernschach
Topolewski begann 1977 mit dem Fernschach und gewann gleich sein erstes Turnier (AK 606). Mit ersten Plätzen in I/2230 und H/1034 gelang der schnelle Aufstieg in die Meisterklasse. 1982 folgte der Turniersieg im ICCF World Cup V, Gruppe 49. In der zweiten Hälfte der 1980er-Jahre gewann Topolewski die Weltturniere Meisterklasse 326 und Meisterklasse 403. Für den vierten Platz im Halbfinale der Fernschachweltmeisterschaft XIX verlieh ihm die ICCF 1994 den Titel Internationaler Meister im Fernschach. Nach einer langen Turnierpause gewann Topolewski im Jahr 2005 mit zwei Punkten Vorsprung das ICCF-Europaturnier in der Meisterklasse EM/M/297 und verbesserte seine Fernschach-Elo-Zahl auf 2408.

## Nahschach
Dirk Topolewski belegte den ersten Platz bei der Bochumer Stadt- und Jugendstadtmeisterschaft 1980. Den Dähne-Pokal des Schachbezirks Bochum gewann er 1984, 1985 und 1986, die Bezirksmeisterschaft in Bochum 1985. Seine beste Elo-Zahl (FIDE) war 2329 im Jahr 2001. Das beste Turnierergebnis war der dritte Platz beim Open in Datteln 2001, noch vor den Großmeistern Michail Iwanow und Stanimir Nikolić.
Von 2001 bis 2010 spielte Dirk Topolewski für den SV Castrop-Rauxel in den Spielklassen 2. Bundesliga bis NRW-Klasse. Beste Einzelergebnisse waren Gewinnpartien gegen die Internationalen Meister Matthias Thesing und Gerd-Peter Grün.

## Sonstiges
Topolewski ist freiberuflicher Webdesigner, EDV-Dozent und Blogger.